# Ivan Kizimov
Ivan Kizimov (Novocherkassk, 28 de maio de 1928 – 22 de setembro de 2019) foi um ginete russo-soviético e campeão olímpico. 

## Carreira
Ivan Kizimov representou seu país nos Jogos Olímpicos de 1964, 1968 e 1972, na qual conquistou a medalha de ouro no adestramento individual, em 1968, e por equipes em 1972. 
Faleceu em 22 de setembro de 2019 aos 91 anos de idade.